# Castelul Chillingham
Castelul Chillingham este cu castel medieval din satul Chillingham, situat în nordul provinciei Northumberland, Anglia. Din sec. al XIII-lea și până în 1980 a fost reședința familiei Grey și a descendenților acesteia — iarlii de Tankerville. E locul de apariție a rasei de bovine Chillingham. Îi este atribuit gradul I în lista clădirilor de interes arhitectural și istoric special (engleză Statutory List of Buildings of Special Architectural or Historic Interest).

## Istoric

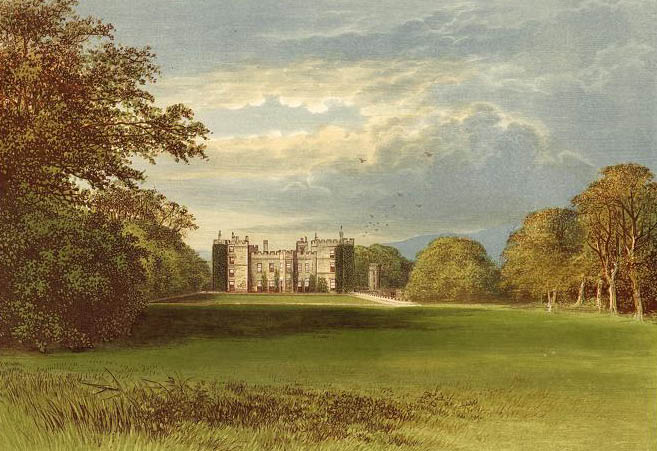
Pictură din sec. al 19-lea

La început, pe la sfârșitul sec. al XII-lea, castelul era o mănăstire. În 1298, regele Eduard I a poposit aici în timpul călătoriei sale către Scoția pentru a înfrunta trupele scoțiene conduse de William Wallace. Cu această ocazie a fost instalat un geam de sticlă, lucru încă foarte rar pe acele timpuri.
Castelul este situat pe un teren pe atunci important din punct de vedere strategic: la granița dintre două popoare inamice. Era folosit ca loc de popas pentru armatele englezești, astfel încât multă vreme a servit țintă de atac a armatelor scoțiene. În 1344, Eduard III al Angliei a dispus construirea unor turnuri de luptă. În urma îmbunătățirilor aduse structurii clădirii, aceasta a devenit o cetate complet fortificată.
În 1617, James I, primul rege al Angliei și Scoției, a poposit la castel în timpul vizitării noilor pământuri. Întrucât relațiile dintre state s-au neutralizat, a dispărut necesitatea de fortificare a clădirii. Astfel, șanțul de fortificație a fost acoperit, iar turnurile de bătălie au fost transformate în terase. Au fost amenajate o sală de petreceri și o librărie.
În secolele al 18-lea și al 19-lea, teritoriul adiacent a fost amenajat sub forma unui parc. Aceste împrejurimi sunt locul de origine ale rasei de bovine Chillingham.
În timpul celui de-al doilea război mondial, castelul era folosit ca depozit de arme, iar parcul a fost deteriorat de soldați. După război clădirea a început să se deterioreze și ea. Acoperișul a fost descoperit, provocând daune interiorului castelului. În 1980, clădirea a fost cumpărată de către Sir Humphry Wakefield, soția căruia, Catherine, este rudă îndepărtată a familiei Grey. Aflată în posesia acestuia, clădirea a fost supusă unor ample lucrări de reparație și acum este deschisă vizitatorilor și propune camere pentru închiriere.

## Fantome
Posesorul castelului îl evaluează ca fiind cel mai bântuit castel din Marea Britanie. A fost ținta investigațiilor în cadrul a numeroase emisiuni televizate și filme documentare (anume Most Haunted, I'm Famous and Frightened!, Scariest Places On Earth, Holiday Showdown, Alan Robson's Nightowls, Ghost Hunters International. Cea mai celebră fantomă din castel este „băiatul albastru” care, conform spuselor stăpânului, bântuia Camera Roz. Unii oaspeți ai castelului susțin că au văzut raze albastre și un halou albastru deasupra patului, însoțite de un plâns strident..